# Haltepunkt Schweinfurt Mitte
Der Haltepunkt Schweinfurt Mitte ist neben Schweinfurt Hauptbahnhof und dem Bahnhof Schweinfurt Stadt (Stadtbahnhof) eine von drei betrieblich genutzten Bahnstationen für den Personenverkehr der Stadt. Er wird vom Regional- und Nahverkehr bedient und liegt im Tarifgebiet des Nahverkehr Mainfranken.

## Lage

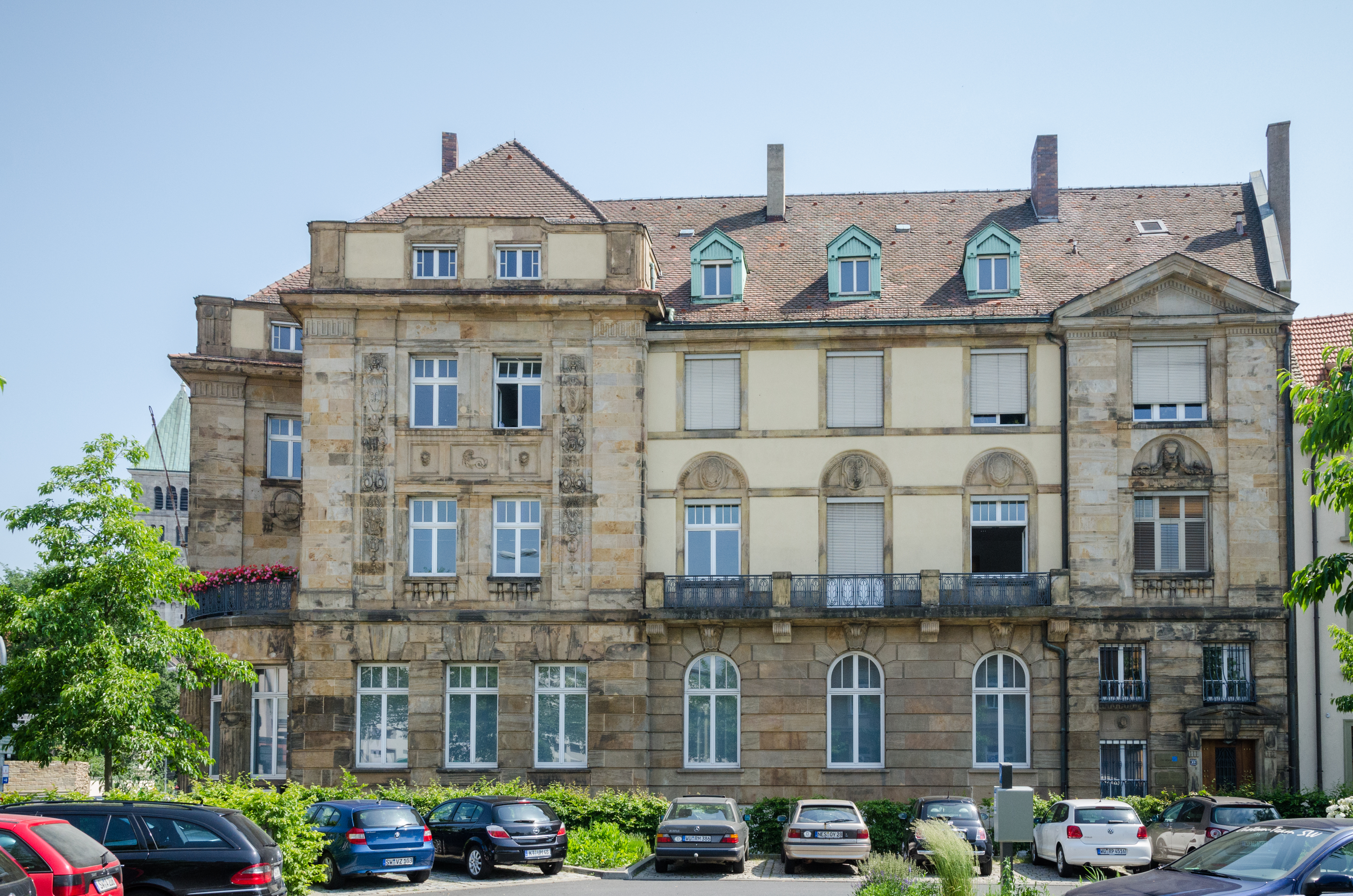
Gebäude der ehem. Bayerischen Staatsbank, rechts Zugang zum Haltepunkt Schweinfurt Mitte

Der Haltepunkt Schweinfurt Mitte liegt an der Bahnstrecke (Würzburg –) Rottendorf – Schweinfurt – Bamberg, 1,4 km östlich des Hauptbahnhofs und 1,3 km westlich des Stadtbahnhofs. Der Haltepunkt liegt am nördlichen Ufer des Mains, an der Gutermann-Promenade (Fuß- und Radweg) auf Höhe der Staustufe Schweinfurt. Er liegt am südlichen Rand der Innenstadt, am Ende der Schultesstraße und Beginn der Gunnar-Wester-Straße, unweit vom Schillerplatz, mit Landratsamt und Justizpalast. Am Haltepunkt befindet sich das Gebäude der ehemaligen Bayerischen Staatsbank.

## Geschichte
Da Hauptbahnhof und Stadtbahnhof von der Innenstadt relativ weit entfernt liegen, war seit den 1990er Jahren ein Haltepunkt dazwischen, auf Höhe der Innenstadt angedacht. Zunächst 400 Meter weiter östlich am Fischerrain, ebenfalls wie beim ausgeführten Haltepunkt Mitte, an einer bestehenden, historischen Fußgängerunterführung unter der Bahn. Das Hauptargument für diesen Standort war der nur 5 Gehminuten entfernt liegende Zentrale Omnibusbahnhof (ZOB) der Stadtbusse am Roßmarkt.
Anfang des 21. Jahrhunderts begann der Stadtumbau West, ein Großprojekt, initiiert und angetrieben durch die damalige Oberbürgermeisterin Gudrun Grieser. Das Gründerzeitviertel wurde im Zuge der Errichtung der Stadtgalerie Schweinfurt umgestaltet. Nun hatte Grieser die Idee, den angedachten Haltepunkt weiter westlich auf Höhe dieses Großprojektes zu verlegen, mit ihm zu verknüpfen und zeitgleich zu eröffnen. So wurde 2009 die Stadtgalerie eröffnet, der Stadtumbau West vollendet und der Haltepunkt Schweinfurt Mitte in Betrieb genommen.

## Verkehrsanbindung

### Bahn
| Linie | Verlauf | Verlauf | Taktfrequenz             | Fahrzeugmaterial                   |
| --- | --- | --- | ------------------------ | ---------------------------------- |
| RE 201 | Franken-Thüringen-Express Bamberg – Haßfurt – Schweinfurt – Würzburg | Franken-Thüringen-Express Bamberg – Haßfurt – Schweinfurt – Würzburg | ein Zug                  | Baureihe 1462                      |
| RB 53 | Mainfrankenbahn (Schlüchtern – Jossa – Gemünden –) Würzburg – Schweinfurt – Haßfurt – Bamberg                                                                                      | Mainfrankenbahn (Schlüchtern – Jossa – Gemünden –) Würzburg – Schweinfurt – Haßfurt – Bamberg                                                                                      | Zweistundentakt          | Baureihe 440 (Coradia Continental) |
| RB 53 | Mainfrankenbahn (Jossa – Gemünden – Würzburg – Schweinfurt –) Haßfurt – Bamberg | Mainfrankenbahn (Jossa – Gemünden – Würzburg – Schweinfurt –) Haßfurt – Bamberg | Zweistundentakt          | Baureihe 440 (Coradia Continental) |
| RB 40 | Unterfranken-Shuttle Schweinfurt Stadt – Schweinfurt Mitte – Schweinfurt Hbf – Ebenhausen –                                                                                        | Bad Neustadt (– Mellrichstadt – Meiningen) / – Grimmenthal | Stundentakt              | Baureihe 650 (Regio-Shuttle)       |
| RB 50 | Unterfranken-Shuttle Schweinfurt Stadt – Schweinfurt Mitte – Schweinfurt Hbf – Ebenhausen –                                                                                        | Bad Kissingen (– Hammelburg – Gemünden) | Stundentakt              | Baureihe 650 (Regio-Shuttle)       |
| 1 im Frühverkehr verkehrt eine einzelne Zugleistungen der Gattung RE von Bamberg nach Würzburg zwischen Bamberg und Schweinfurt mit allen Unterwegshalten (nicht in Gegenrichtung) | 1 im Frühverkehr verkehrt eine einzelne Zugleistungen der Gattung RE von Bamberg nach Würzburg zwischen Bamberg und Schweinfurt mit allen Unterwegshalten (nicht in Gegenrichtung) | 1 im Frühverkehr verkehrt eine einzelne Zugleistungen der Gattung RE von Bamberg nach Würzburg zwischen Bamberg und Schweinfurt mit allen Unterwegshalten (nicht in Gegenrichtung) | Stand: 13. Dezember 2020 | Stand: 13. Dezember 2020           |

### Regionalbusse
Zwei Haltestellen für Regionalbusse befindet sich am Zugang zum Haltepunkt Mitte, in der Gunnar-Wester-Straße. Sie werden unter anderem von der Omnibusverkehr Franken (OVF) angefahren.

### Stadtbusse
Am Haltepunkt Mitte befindet sich keine Haltestelle für Stadtbusse. Der Zentrale Omnibusbahnhof (ZOB) der Stadtbusse am Roßmarkt liegt etwa 7 Gehminuten entfernt.

### Taxistand
Der nächstgelegene Taxistand befindet sich 300 Meter nördlich des Haltepunktes, vor der Galeria Kaufhof, am Eingang Jägersbrunnen (Nord-Eingang).

## Infrastruktur

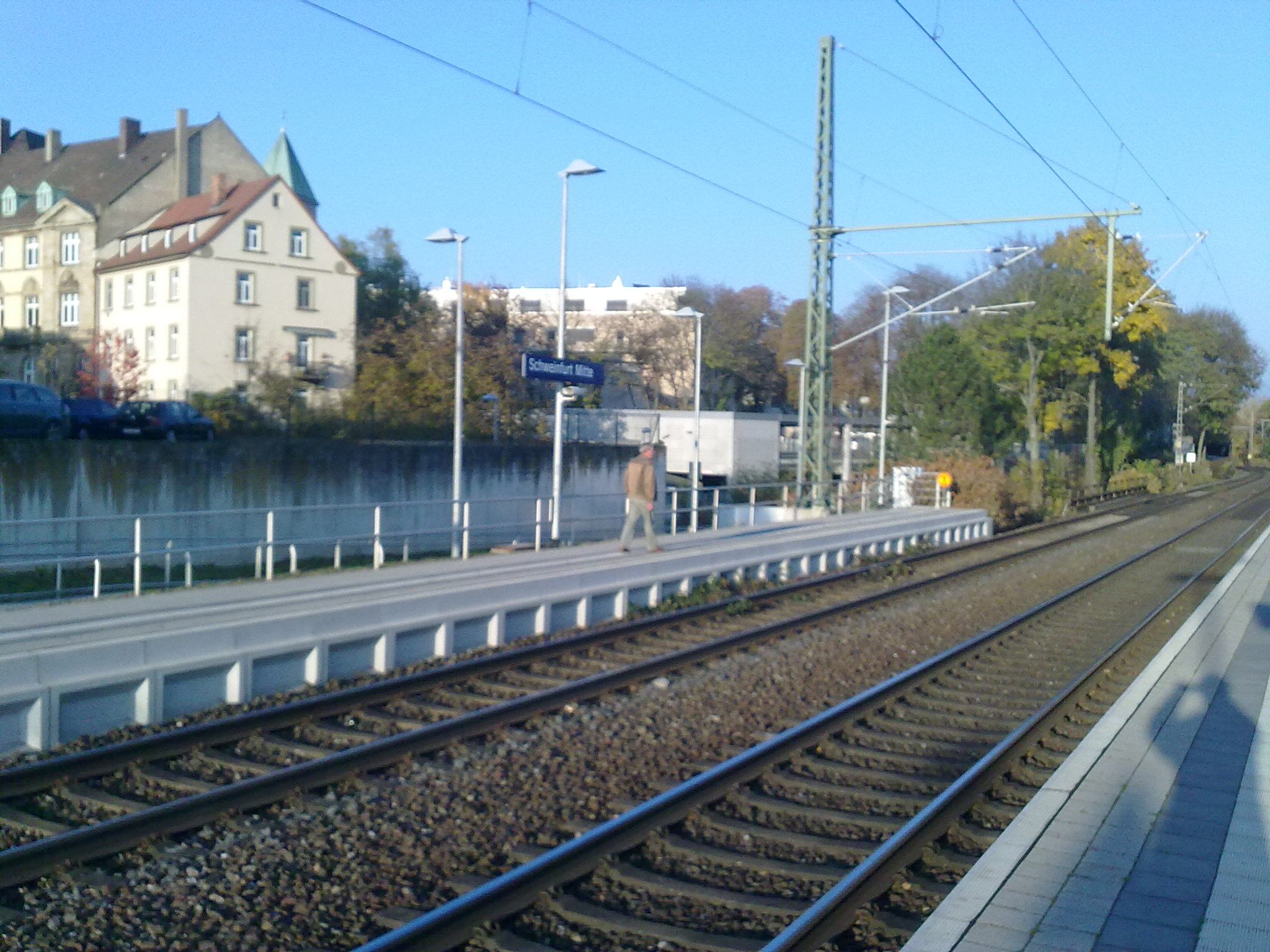
Haltepunkt Schweinfurt Mitte, Blick nach Osten Richtung Stadtbahnhof

Der Haltepunkt besitzt zwei 140 Meter lange sowie 55 Zentimeter hohe Bahnsteige, einen Fahrkartenautomaten für den Nah- und Fernverkehr sowie Dynamische Schriftanzeiger. Die Bahnsteige barrierefrei zugänglich und besitzen ein Blindenleitsystem.